# Zeutschach
Zeutschach war bis Ende 2014 eine Gemeinde mit 210 Einwohnern (Stand: 1. Jänner 2016) im Gerichtsbezirk bzw. Bezirk Murau in der Steiermark. Im Rahmen der Gemeindestrukturreform in der Steiermark ist sie seit 2015 mit den Gemeinden Dürnstein in der Steiermark, Kulm am Zirbitz, Mariahof, Perchau am Sattel, Sankt Marein bei Neumarkt und Neumarkt in Steiermark zusammengeschlossen,
die neue Gemeinde führt den neuen Namen Marktgemeinde Neumarkt in der Steiermark. Grundlage dafür ist das Steiermärkische Gemeindestrukturreformgesetz – StGsrG.

## Geografie

### Geografische Lage

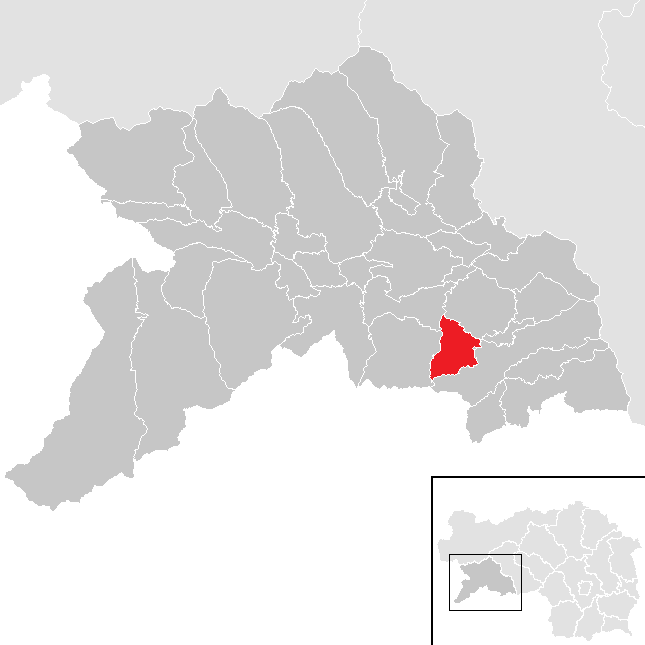
Lage der ehemaligen Gemeinde im Bezirk Murau

Zeutschach liegt wenige Kilometer westlich von Neumarkt in Steiermark auf einer Hochebene am Ostabhang der Grebenzen, südlich des Neumarkter Sattels. Das Gebiet, das beide Hauptgipfel der Grebenzen sowie das östlich vorgelagerte Hochplateau umfasst, liegt zur Gänze in einem Landschaftsschutzgebiet sowie im Naturpark Grebenzen.

### Ehemalige Nachbargemeinden
An Zeutschach grenzten (im Norden beginnend im Uhrzeigersinn) die Gemeinden:
- Mariahof
- Neumarkt in Steiermark
- Sankt Marein bei Neumarkt
- Sankt Lambrecht
- Sankt Blasen

### Gliederung
Einzige Katastralgemeinde und Ortschaft der ehemaligen Gemeinde war Zeutschach.

## Geschichte
Eine Besiedlung des heutigen Gemeindegebiets ist für das Frühmittelalter nachweisbar, als Ende des 6. Jahrhunderts von Osten her Slawen in die Region einwanderten. Auch die Namensgebungen in und um Zeutschach belegen den slawischen Ursprung der Ansiedlungen.
Der Name Zeutschach hat sich aus dem slawischen Ortsnamen „Zizawa“ entwickelt, der im Jahr 1172 in einer lateinischen Urkunde erstmals erwähnt wurde („locus qui dicitur Zizawa“). Aus den slawischen Ursprüngen lässt sich das Wort Zizawa als „wasserreiche, sumpfige Gegend mit saurem Gras“ interpretieren.
Die politische Gemeinde Zeutschach wurde 1849/50 errichtet.

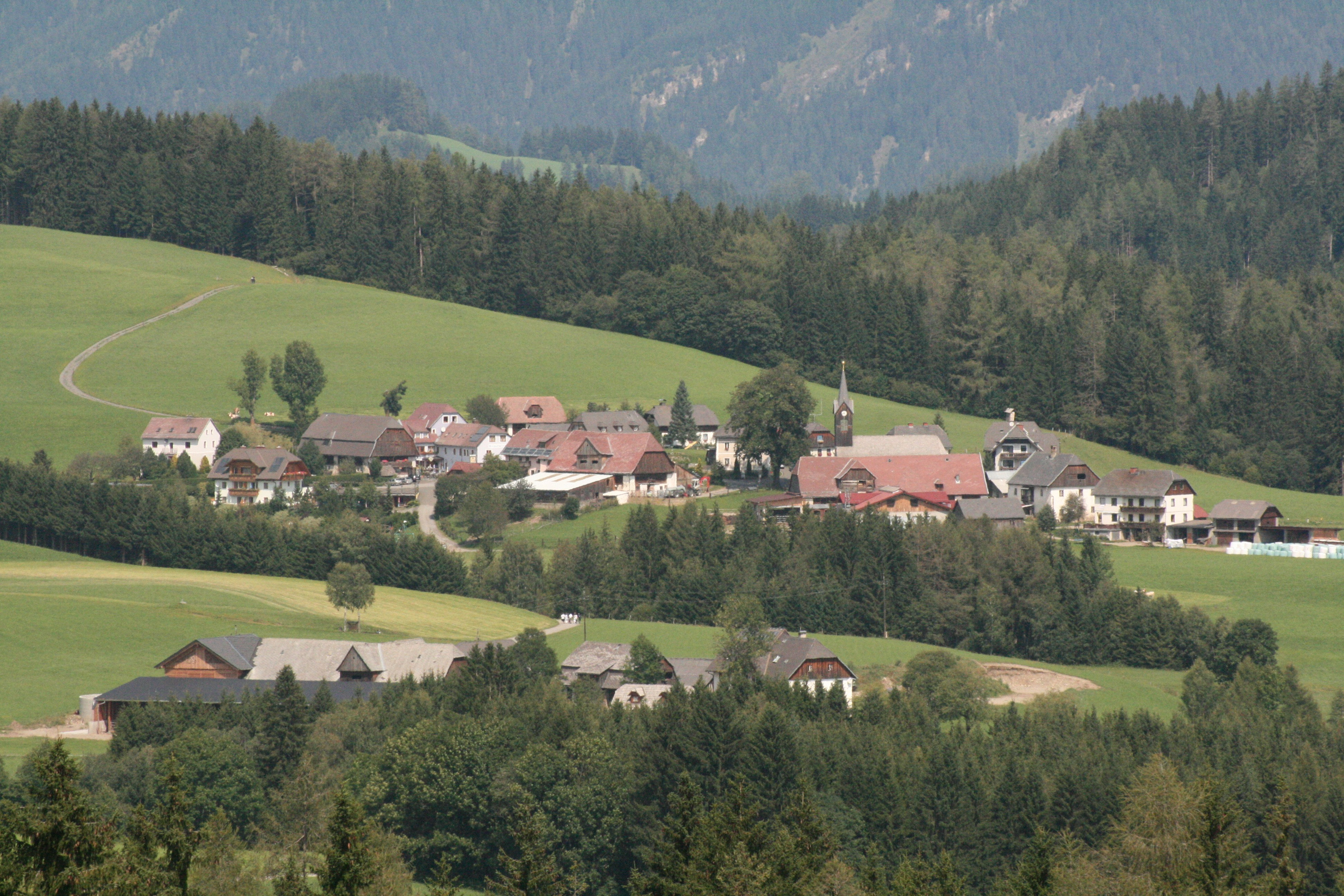
Blick auf Zeutschach von der Straße nach Pöllau

## Bevölkerung
Laut Volkszählungsergebnis hatte Zeutschach im Jahr 2001 234 Einwohner, fast alle (99,1 %) hatten die österreichische Staatsbürgerschaft und gehörten ganz überwiegend (97,0 %) der römisch-katholischen Kirche an.
| Jahr | Einwohner |
| ---- | --------- |
| 1869 | 253       |
| 1880 | 305       |
| 1890 | 314       |
| 1900 | 310       |
| 1910 | 319       |
| 1923 | 322       |
| 1934 | 343       |
| 1939 | 308       |

| Jahr | Einwohner |
| ---- | --------- |
| 1951 | 295       |
| 1961 | 269       |
| 1971 | 261       |
| 1981 | 239       |
| 1991 | 237       |
| 2001 | 234       |
| 2013 | 211       |
| 2016 | 210       |

## Politik

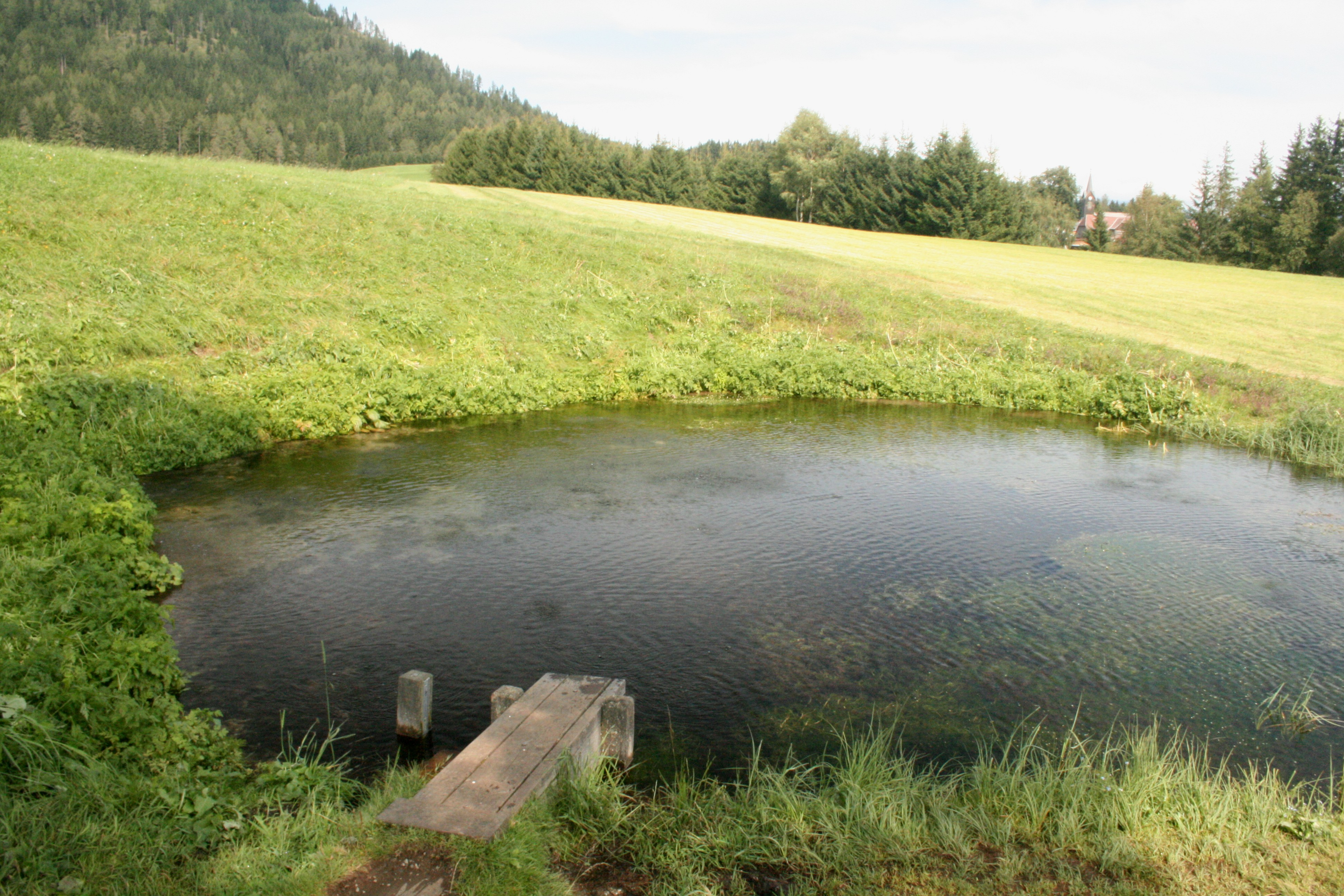
Die "Ursprungsquelle" in Zeutschach

### Gemeinderat
Der letzte Gemeinderat bestand aus neun Mitgliedern und setzte sich seit der Gemeinderatswahl 2010 aus Mandaten der folgenden Parteien zusammen:
- 4 ÖVP
- 5 Bürgerliste Harmonisches Zeutschach

### Wappen
Ein Wappen wurde der Ortsgemeinde Zeutschach von der Steiermärkischen Landesregierung zum 1. August 1991 verliehen. Wegen der Gemeindezusammenlegung verlor dieses mit 1. Jänner 2015 seine offizielle Gültigkeit. Die heraldische Beschreibung des Wappens lautet:
„In silbernem Schild ein Schrägrechtsbalken von ineinander geschobenen blauen Rauten.“
Der Rautenbalken ist dem Wappen einer mittelalterlichen adeligen Ministerialenfamilie entnommen, die in Graslupp ihren Ansitz hatte.

## Kultur und Sehenswürdigkeiten
- Pfarrkirche Zeutschach
- Pestkreuz Zeutschach